# Wega Nery
 Wega Nery (* 10. März 1912 in Corumbá, Mato Grosso do Sul, Brasilien; † 21. Mai 2007 in Guarujá) war eine brasilianische Malerin, Zeichnerin und Lehrerin.

## Leben und Werk
Nery ist die Urenkelin des Barons von Vila Maria, Joaquim Gomes da Silva und studierte Psychologie, Pädagogik und Didaktik, wurde Lehrerin und zur Bundesinspektorin ernannt. 1932 schrieb sie Poesie und veröffentlichte sie unter dem Pseudonym Vera Nunes in der Zeitschrift O Malho (Parnaso Feminino) in Rio de Janeiro. Gleichzeitig begann sie zu zeichnen und zu malen und besuchte 1946 bis 1949 die School of Fine Arts in São Paulo. 1950 erhielt sie die Bronzemedaille im Nationalen Salon der Schönen Künste und auch im Offiziellen Salon der Schönen Künste in Santos. Sie trat auf Einladung des Malers Alzira Pecorari der Guanabara-Gruppe (1950–1959) bei, zu der auch Yoshiya Takaoka (1909–1978), Arcangelo Ianelli, Ismênia Coaracy und die Japaner Manabu Mabe (1924–1997) und Tikashi Fukushima gehörten. Nery nahm mit ihren Werken an 12 Kunstbiennalen von São Paulo teil. 1957 erhielt sie zusammen mit dem Künstler Fernando Lemos auf der IV. Biennale den Preis als Bester Designer. Sie war Mitglied der Auswahl- und Preisjury der IX Paulista Modern Art Hall. 1963 erhielt sie den National Acquisition Award und war Professorin für Zeichnung und Malerei an der Sociedade Cívica Feminina in Santos. Sie nahm an vielen Gruppenausstellungen und Einzelausstellungen in Brasilien, Argentinien, Uruguay, USA, Mexiko, Deutschland, Frankreich und England teil. Ihre Werke befinden sich in der Sammlung der wichtigsten Museen Brasiliens, wie das Kunstmuseum von São Paulo (Masp), das Museum für zeitgenössische Kunst (MAC) von SP, die Pinacoteca von SP, das Museum von Niterói (RJ), das Museum für moderne Kunst (MAMRJ), Pampulha Museum of Art (BH) und Houston Museum of Fine Arts (Sammlung Adolpho Leiner), ebenso wie unter anderem im Hauptsitz der Organisation Amerikanischer Staaten (OAS) in Washington, in den brasilianischen Botschaften in Washington (USA) und Berlin (Deutschland).

## Einzelausstellungen (Auswahl)
- 1966: Galeria Leopoldina, Porto Alegre
- 1966: Clube de Arte, Santos
- 1967: Pan American Union Gallery, District of Columbia
- 1967: Galerie Foussats, New York
- 1967: Hotel Cantegril, Punta del Este, Uruguay
- 1967: Pan American Union Gallery, Washington, D.C.
- 1968: Galerie Debret, Paris
- 1968: Galeria Bonino, Rio de Janeiro
- 1969: Galeria Schumacher, München
- 1970: Brasilianische Botschaft Großbritannien, London
- 1970: Brasilianische Botschaft in den USA, Washington D.C.
- 1976: Oscar Seraphico Galeria de Arte, Brasília
- 1993: Pinacoteca do Estado de São Paulo, São Paulo